# Gynanisa kenya
Gynanisa kenya is een vlinder uit de familie nachtpauwogen (Saturniidae). De wetenschappelijke naam van de soort is voor het eerst geldig gepubliceerd door Philippe Darge in 2008.

## Type
- holotype: "male. 5.XII.1992. leg. H. Politzar. genitalia slide Darge SAT no. 770/2008"
- instituut: Collectie Philippe Darge, Clénay, Frankrijk
- typelocatie: "Kenya, Kibwezi"